# Droga krajowa B179 (Austria)
Droga krajowa B179 (Fernpassstraße) – droga krajowa w północnej Austrii. Arteria zaczyna się w tunelu granicznym w rejonie niemieckiego miasta Füssen i prowadzi przez Reutte do skrzyżowania z B189. Na całej długości jest częścią trasy europejskiej E532.